# Justine Braisaz-Bouchet
Justine Braisaz-Bouchet (Albertville, 4 juli 1996) is een Franse biatlete. Ze nam deel aan de Olympisch Winterspelen 2018 in Pyeongchang en aan de Olympische Winterspelen 2022 in Peking, waar ze Olympisch kampioen in de 12,5 km massastart werd.

## Carrière
Bij haar wereldbekerdebuut, in december 2014 in Hochfilzen, scoorde Braisaz direct wereldbekerpunten. Op de wereldkampioenschappen biatlon 2015 in Kontiolahti eindigde ze als 34e op zowel de 15 kilometer individueel als de 7,5 kilometer sprint, op de 10 kilometer achtervolging eindigde ze op de 35e plaats. Samen met Anaïs Bescond, Enora Latuillière en Marie Dorin Habert veroverde ze de zilveren medaille op de 4×6 kilometer estafette.
In Oslo nam de Française deel aan de wereldkampioenschappen biatlon 2016. Op dit toernooi eindigde ze als twaalfde op de 12,5 kilometer massastart, als zestiende op de 15 kilometer individueel, als 25e op de 7,5 kilometer sprint en als 22e op de 10 kilometer achtervolging. Op de 4×6 kilometer estafette legde ze samen met Anaïs Bescond, Anaïs Chevalier en Marie Dorin Habert beslag op de zilveren medaille. Op 25 januari 2016 won ze als deel van hetzelfde viertal haar eerste wereldbeker in team-verband. In maart 2016 behaalde Braisaz in Chanty-Mansiejsk haar eerste toptienklassering in een wereldbekerwedstrijd.
In december 2016 stond ze in Pokljuka voor de eerste maal in haar carrière op het podium van een wereldbekerwedstrijd. Een maand later op 17 januari 2017 won Braisaz haar eerste individuele wereldbeker, in Annecy-Le Grand-Bornand won ze de 12,5 km massastart. Op de wereldkampioenschappen biatlon 2017 in Hochfilzen eindigde de Française als vijfde op de 10 kilometer achtervolging, daarnaast eindigde ze als 48e op de 15 kilometer individueel en als 28e op zowel de 7,5 kilometer sprint als de 12,5 kilometer massastart. Samen met Anaïs Chevalier, Célia Aymonier en Marie Dorin Habert sleepte ze de bronzen medaille in de wacht op de 4×6 kilometer estafette. Aan het einde van het seizoen 2016/2017 behaalde Braisaz een 6de plaats in de wereldbeker eindklassering.
In 2018 nam ze deel aan de Olympische winterspelen in Pyeongchang. Ze won er samen met Anaïs Chevalier-Bouchet, Marie Dorin Habert en Anaïs Bescond een bronzen medaille in de 4×6 kilometer estafette.
Op de wereldkampioenschappen biatlon 2019 in Östersund behaalde Braisaz haar eerste individuele medaille op een WK met een derde plek in de 20 km individueel.
In het seizoen 2019/2020 won Braisaz haar 2de wereldbeker in een solo-onderdeel, met winst op de 15 km individueel in Östersund. Mede dankzij deze prestatie werd ze derde in het klassement voor die discipline dat seizoen en 9de in de overall wereldbeker.
Braisaz-Bouchet nam deel aan de Olympische winterspelen 2022 in Peking. Waar ze Olympisch kampioen werd in de 12,5 km massastart. In hetzelfde seizoen won ze daarbovenop ook nog twee wereldbeker manches. Mede dankzij deze zeges won ze de disciplinecup in de massastart en eindigde ze 8ste in de eindstand van de wereldbeker.
Voor aanvang van het seizoen 2022/2023 maakte Braisaz-Bouchet bekend dat ze zwanger was en daarom niet in actie zou komen.
Het seizoen 2023/2024 maakte Braisaz-Bouchet haar rentree op het hoogste niveau met een winst in de gemengde estafette in Östersund, de eerste competitie waarin ze deel nam sinds haar zwangerschap. Dit deed ze samen met Quentin Fillon Maillet, Émilien Jacquelin en Lou Jeanmonnot. Tijdens de 3de wereldbekermanche in Lenzerheide won ze zowel de sprint als de aansluitende achtervolging, waarmee ze voor het eerst in haar carrière twee competities kon winnen op eenzelfde manche. Een dag later won ze ook nog de massastart, waardoor ze drie zeges in vier dagen behaalde.

## Resultaten

### Olympische Winterspelen
| Jaar | Plaats      | Onderdeel   | Onderdeel | Onderdeel     | Onderdeel  | Onderdeel | Onderdeel          |
| Jaar | Plaats      | Individueel | Sprint    | Achtervolging | Massastart | Estafette | Gemengde estafette |
| ---- | ----------- | ----------- | --------- | ------------- | ---------- | --------- | ------------------ |
| 2018 | Pyeongchang | 55e         | 10e       | 34e           | 20e        | ↑         | –                  |
| 2022 | Peking      | 40e         | 48e       | DNS           | ↑          | 6e        | –                  |

### Wereldkampioenschappen
| Jaar | Plaats            | Onderdeel   | Onderdeel | Onderdeel     | Onderdeel  | Onderdeel | Onderdeel          | Onderdeel                 |
| Jaar | Plaats            | Individueel | Sprint    | Achtervolging | Massastart | Estafette | Gemengde estafette | Single gemengde estafette |
| ---- | ----------------- | ----------- | --------- | ------------- | ---------- | --------- | ------------------ | ------------------------- |
| 2015 | Kontiolahti       | 34e         | 33e       | 34e           | –          | Zilver    | –                  |                           |
| 2016 | Oslo Holmenkollen | 16e         | 25e       | 22e           | 12e        | Zilver    | –                  |                           |
| 2017 | Hochfilzen        | 48e         | 28e       | 5e            | 28e        | Brons     | –                  |                           |
| 2019 | Östersund         | Brons       | 60e       | DNS           | 15e        | 8e        | –                  | –                         |
| 2020 | Antholz           | 19e         | 32e       | 37e           | 22e        | 14e       | 7e                 | –                         |
| 2021 | Pokljuka          | 63e         | 25e       | 30e           | 28e        | –         | –                  | –                         |

### Wereldkampioenschappen junioren
| Jaar | Plaats       | Onderdeel   | Onderdeel | Onderdeel     | Onderdeel |
| Jaar | Plaats       | Individueel | Sprint    | Achtervolging | Estafette |
| ---- | ------------ | ----------- | --------- | ------------- | --------- |
| 2014 | Presque Isle | 29e         | 5e        | 15e           | 6e        |

### Wereldbeker
Eindklasseringen
| Seizoen   | Algemeen | Individueel | Sprint | Achtervolging | Massastart |
| --------- | -------- | ----------- | ------ | ------------- | ---------- |
| 2014/2015 | 51e      | 61e         | 39e    | 57e           | 52e        |
| 2015/2016 | 21e      | 24e         | 17e    | 21e           | 31e        |
| 2016/2017 | 6e       | 15e         | 5e     | 6e            | 15e        |
| 2017/2018 | 17e      | 20e         | 13e    | 13e           | 20e        |
| 2018/2019 | 26e      | 15e         | 27e    | 36e           | 19e        |
| 2019/2020 | 9e       | Brons       | 12e    | 9e            | 9e         |
| 2020/2021 | 15e      | –           | 13e    | 15e           | 12e        |
| 2021/2022 | 8e       | 6e          | 12e    | 16e           | Goud       |

Wereldbekerzeges
| Nr.         | Datum            | Plaats                  | Onderdeel                 |
| Individueel | Individueel      | Individueel             | Individueel               |
| ----------- | ---------------- | ----------------------- | ------------------------- |
| 1.          | 17 januari 2017  | Annecy-Le Grand-Bornand | 12,5 km massastart        |
| 2.          | 5 december 2019  | Östersund               | 15 km individueel         |
| 3.          | 21 januari 2022  | Antholz                 | 15 km individueel         |
| 4.          | 20 maart 2022    | Oslo                    | 12,5 km massastart        |
| 5.          | 14 december 2023 | Lenzerheide             | 7,5 km sprint             |
| 6.          | 16 december 2023 | Lenzerheide             | 10 km achtervolging       |
| 7.          | 17 december 2023 | Lenzerheide             | 12,5 km massastart        |
| Estafettes  |                  |                         |                           |
| 1.          | 24 januari 2016  | Antholz                 | 4×6 km estafette          |
| 2.          | 7 januari 2018   | Oberhof                 | 4×6 km estafette          |
| 3.          | 2 december 2018  | Pokljuka                | Gemengde estafette        |
| 4.          | 19 januari 2019  | Ruhpolding              | 4×6 km estafette          |
| 5.          | 25 januari 2020  | Pokljuka                | Gemengde estafette        |
| 6.          | 5 december 2021  | Östersund               | 4×6 km estafette          |
| 7.          | 14 januari 2022  | Ruhpolding              | 4×6 km estafette          |
| 8.          | 25 november 2023 | Östersund               | 4×6 km gemengde estafette |

## Trivia
Justine Braisaz-Bouchet is in 2020 getrouw met Julien Bouchet, samen hebben ze een dochter Côme.
2006: Anna Carin Olofsson ·
2010: Magdalena Neuner ·
2014: Darja Domratsjeva ·
2018: Anastasiya Kuzmina ·
2022: Justine Braisaz